# Honda FMX 650
Honda FMX 650 - motocykl marki Honda produkowany w latach 2005-2009 w hiszpańskich zakładach Hondy - Honda Montessa.

## Dane techniczne
- Typ silnika: Chłodzony powietrzem, 4-suwowy, 1-cylindrowy, RFVC SOHC
- Pojemność: 644 cm³
- Średnica x skok tłoka: 100 x 82 mm
- Stopień sprężania: 8,3:1
- Układ zasilania: gaźnik typu VE 40 mm
- Maks. moc (kW / obr): 27,7 kW / 5750 obr./min
- Maks. moment obrotowy (Nm / obr): 52,3 Nm / 4500 obr./min
- Układ zapłonowy: Elektroniczny, w pełni tranzystorowy
- Rozrusznik: Elektryczny
- Skrzynia biegów: 5-biegowa
- Przeniesienie napędu: Łańcuch O-Ring
- Wymiary (dł. x szer. x wys.): 2150 x 840 x 1170 mm
- Rozstaw osi: 1490 mm
- Wysokość siedzenia: 875 mm
- Prześwit: 216 mm
- Pojemność zbiornika paliwa: 11 litrów (w tym 3,8 litra rezerwy)
- Masa pojazdu w stanie suchym: 163 kg
- Koło przednie: 17 M/C x MT3,50, aluminiowa obręcz i szprychy ze stali nierdzewnej
- Koło tylne: 17 M/C x MT4,00, aluminiowa obręcz i szprychy ze stali nierdzewnej
- Opona przednia: 120/70 R17M/C 58H
- Opona tylna: 150/60 R17M/C 66H
- Zawieszenie przednie: 45-milimetrowy odwrócony widelec, skok 218 mm
- Zawieszenie tylne: Układ Pro-Link, skok 186 mm
- Hamulce przednie: Hydrauliczne tarczowe 296 x 4 mm, zaciski 2-tłoczkowe, klocki ze spieków metalicznych
- Hamulce tylne: Hydrauliczne tarczowe 220 x 5 mm, zaciski 1-tłoczkowe, klocki ze spieków metalicznych
- Rama: Pojedyncza kołyskowa z centralną belką nośną, z rur stalowych

## Źródło danych technicznych
- Honda Poland